# Ika Peyron
Albertina Fredrika "Ika" Peyron, née Asp le 1er juillet 1845 à Timrå et morte le 15 mars 1922 à Stockholm, est une compositrice, pianiste et organiste suédoise. Elle a composé environ quarante œuvres, des chansons ainsi que des œuvres pour violon, piano et solos.

## Biographie
Ika Peyron Asp le 1er juillet 1845 à Timrå, Västernorrland,, enfant adoptive du marchand Anton Asp et de sa femme Gustava Sofia,. Son père souhaitait qu'elle fasse des études pour avoir un métier et devienne médecin et lui donne une excellente éducation mais elle se concentre très tôt sur la musique. À l'âge de quatre ans elle se montre douée au piano où elle joue les mélodies qu'elle avait retenues. Elle fait ses études de pianiste à Stockholm et étudie avec Louise Engström (piano), Ivar Hallström, Johan van Boom (sv), Emil Sjögren et Anton Andersen (orgue),. Après avoir obtenu son diplôme elle étudie grâce à une bourse quelques années à Londres. Elle tente de composer mais elle abandonne car cela est jugé inapproprié pour elle en raison de son sexe.
En 1865 elle épouse le marchand et député Ludvig Peyron, et consacre la décennie suivante à élever ses fils.
À la fin des années 1870, ses fils ayant grandi et l'attitude envers les compositrices ayant changé, plusieurs femmes émergent comme des compositeurs à succès, dont Peyron ou Agathe Backer Grondahl, Louise Héritte-Viardot ou Cécile Chaminade. Elle se consacre alors entièrement à la composition. Elle prend des cours de contrepoint avec le chef d'orchestre Joseph Dente et d'harmonie et de composition avec Emil Sjögren,. Théorie et pratique allaient de pair et plusieurs des œuvres d'Ika Peyron sont nées sous les yeux de ces professeurs. Elle orchestre, dirige et donne des concerts de ses œuvres dans les chapelles des théâtres ainsi qu'à l'association culturelle suédoise pour les femmes Nya Idun (sv). Parmi ses œuvres les plus célèbres de son vivant figurent principalement ses compositions pour piano et chant solo.
Elle meurt le 15 mars 1922 à Stockholm.

## Œuvres

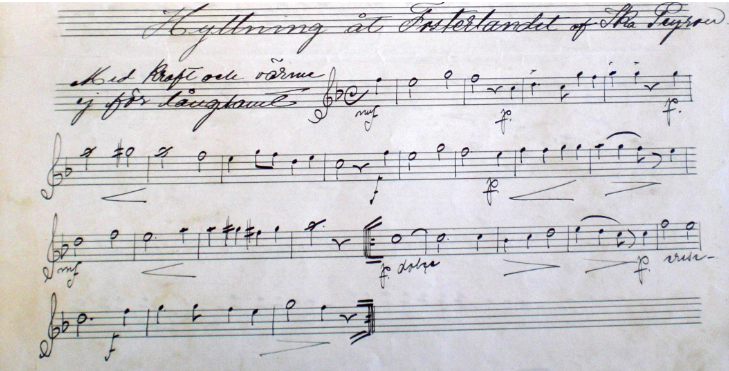
Première page de la partition de Hyllning åt fosterlandet

Elle a composé environ quarante œuvres dont beaucoup ont été publiées par les principaux éditeurs de Stockholm, Oslo et Copenhague : principalement des chansons et des pièces chorales, ainsi que de la musique pour piano mais également un quatuor à cordes en trois mouvements qui a disparu, de la musique de chambre pour violon ou violoncelle avec piano et des œuvres pour orgue dont une pièce pour la combinaison inhabituelle orgue et piano, In der Dämmerung,. Elle a orchestré plusieurs de ses chansons.

### Musique de chambre
- Humoresk, pièce mélodique fantastique en sol mineur pour quatuor à cordes
- Kvartett i tre satser our quatuor à cordes (1897)
- Tre smärre stycken (för den studerande ungdomen) pour violon et piano
  1. Tidsfördrif
  2. Paraden
  3. Småprat (rompance)
- Två karaktärsstycken pour violon et piano, op. 19 (1888)
  1. Romance
  2. Humoresk
- Canon och mellansats pour violin et piano (1897)
- En drömbild pour violin et piano (1897)
- Réverie pour violoncelle et piano (1897)

### Piano
- Bagatelle (1889)
- Canzonetta, pièce accidentelle pour piano (1886)
- Gavotte et chansonnette. Deux Morceaux pour piano (1888)
  1. Gavotte, op. 1 (1884) [également arrangé pour orchestre à vent]
  2. Chansonnette
- Humoresk, fantaisie mélodique [également arrangé pour quatuor à cordes]
- I det fria, suite pour piano
  1. Stillhet
  2. Eko i bergen
  3. Dans i det fria
  4. Böljeslag
  5. Springlek
- Kompositioner pour piano (1913) [les no 1 et 3 sont également arrangés pour orchestre à vent]
  1. I ungdomstiden
  2. Sånger utan ord
  3. Festligt intåg, marche
- Meditation (1889)
- Nattskyar, nocturne pour piano, op. 10. (1886)
- Polka-caprice (1892?)
- Polka élégante [également arrangé pour orchestre à vent]
- På terrassen, valse moderne
- Sonat i 4 satser (1897)
- Suite in vier Sätzen
- Tre karaktersstycken, op. 17 (1888)
  1. Die Lorelei (d'après Heinrich Heine)
  2. Rondo i D-dur
  3. En Provence
- Två stämningsstycken pour piano (1912)
  1. Melankoli
  2. Glada tankar [également arrangé pour orchestre à vent]
- Un bibelot (1890)
- Vid pianot, pièce mélodique fantastique
- Vid slottsruinen, valse (1892)

### Orgue
- Två stycken för stor orgel (1911)
  1. Carillion
  2. Marsch
- Suite i tre satser (1897)
- Bröllopsmarsch (1897)

### Orgue et piano
- I skymningen pour orgue et piano (1897)

### Chansons
- Idyll, chanson au piano  sur un texte de d'Oscar Levertin (1896)
- Stråken, ballade pour voix, violon et piano (1897)
- Chanson de Printemps sur un texte de d'Alice de Chambrier
- Deux romances (1897)
- Drei Lieder pour voix et piano
  1. Ich spräche
  2. Das erste Lied
  3. Wohl weiss ich einen Kranz zu winden
- En fin visa (1897)
- Fantasi öfver fjäriln. Den flygande blomman, pour voix et piano sur un texte de compositeur (1889)
- Fyra dikter af Carl Snoilsky pour voix et piano
  1. Sångarlön
  2. Femton år och sjutton år
  3. Hvi skulle jag ej sjunga?
  4. Nina la Lavandaja
- Hyllning åt fosterlandet pour voix et piano sur un texte de Stellan Mörner (sv) (1911) [également arrangé pour orchestre à vent]
- Idyll pour voix et piano sur un texte de d'Oscar Levertin (1896)
- Löft dit Hoved du raske Gut sur un texte de Bjørnstjerne Bjørnson (1888)
- Norsk lyrik, six chansons pour une voix et piano
  1. Den blide tanke sur un texte de Wilhelm Andreas Wexels (sv)
  2. Löft dit hoved raske gut sur un texte de Bjørnstjerne Bjørnson (1888)
  3. Barkarole sur un texte de d'Andreas Munch (sv)
  4. Med en buket sur un texte de Henrik Wergeland (1892)
  5. Höjfjeldet sur un texte de Johan Sebastian Welhaven
  6. Til Fjeldet maa jeg flytte sur un texte de Riis
- Quatre poèmes lyriques de François Coppée pour voix et piano
  1. La première
  2. Aubade
  3. Matin d’octobre
  4. Sérénade au milieu d'une fête
- Sångkompositioner pour voix et piano (1883–85)
  1. Med första rosen som sprang i knopp sur un texte de Birger Mörner (sv)
  2. Aftonbön sur un texte de Emil von Qvanten (sv)
  3. Signes visa sur un texte de Karl Alfred Melin (sv)
- Tanken pour voix et piano sur un texte de Johan Ludvig Runeberg
- To sange för en röst med pianoforte (1911)
  1. Med en rose
  2. Hvis du har varme tanker
- Tonernas lif fpour ténor ou soprano, violon et piano obligatoires sur un texte de Herman Sätherberg
- Två rosenblad sur un texte d'Emil von Qvanten
- Tvänne dikter af Emil von Qvanten pour voix et piano, op. 12 (1886)
  1. Rikedom
  2. Två rosenblad
- Tvänne sånger pour voix et pianoforte, op. 13 (1886)
  1. Blomman sur un texte de Malmström
  2. Aftonbön sur un texte d'Emil von Quanten
- Åter pour voix et piano sur un texte d'Oscar Levertin (1895)

### Œuvres chorale
- Aurora pour soprano, alto, ténor, chœur mixte et piano sur un texte de Oscar Fredrik (1895?)
- Aurora pour chœur mixte (1897)
- Det våras pour chœur mixte (1897)
- Herr Lager och Skön Fager pour chœur de femmes (1897)
- Högt lofvad vare du som jord och himmel gjort pour chœur mixte a cappella (1900)
- Jubilate pour chœur mixte (1897)
- Kantat vid kvinnornas utställning i Köpenhamn pour chœur de femmes (1897)
- Konfirmationshymn (för en son) pour chœur mixte (1897)
- Lobgesang pour chœur mixte
- Lofsång efter David pour chœur mixte à quatre voix a cappella, op. 14, texte édité par Johan Olof Wallin (sv) (1888)
- Morgonstjernan pour mezzo-soprano ou ténor, chœur mixte et orgue sur un texte de Ernst Bergman (1892)
- Sång till Nya Idun pour chœur de femmes (1897)
- Två manskvartetter (1897)
- Utdrag ur Davids 86 psalm, Extrait du psaume 86 de David pour chœur de femmes à quatre voix avec solo de soprano et piano ou orgue, op. (1889 ou antérieur)